# General Dynamics Land Systems
General Dynamics Land Systems (GDLS) es un fabricante de vehículos militares como tanques y ligeros vehículos blindados de guerra. Es una filial estadounidense de General Dynamics. Su filial suiza es MOWAG.

## Historia
En febrero de 1982 la compañía Chrysler anunció la venta de Chrysler Defense, su filial de vehículos militares, a General Dynamics de EE. UU. por 348,5 millones de dólares. La venta estuvo completada en marzo de 1982 para la cifra revisada de 336,1 millones de dólares. General Dynamics rebautizó la división como "General Dynamics Land Systems". Opera la Lima Army Tank Plant y GDAO (General Dynamics Anniston Operations) en Anniston, Alabama, junto con operaciones más pequeñas en Tallahassee, FL, y Scranton, PA. La sede es en Sterling Alturas, MI.
En 2003 General Dynamics Land Systems Canadá (GDLS-C), una filial de GDLS basada en Londres, Ontario, fue adquirido GM Defense de Motores Generales. Es ahora un proveedor importante de vehículos blindados de todos los tipos, incluyendo el LAV-25, Stryker, y una amplia variedad de vehículos basada en este chasis.
La filial canadiense tiene un contrato por 14 años y 15 mil millones de dólares para suministrar vehículos blindados ligeros a Arabia Saudí.